# Dolichopeza (Nesopeza) perlongiseta
Dolichopeza (Nesopeza) perlongiseta is een tweevleugelige uit de familie langpootmuggen (Tipulidae). De soort komt voor in het Oriëntaals gebied.